# Опера (станция метро, Мадрид)
«Опера» (исп. Ópera) — станция Мадридского метрополитена. Она расположена в зоне A, на площади Пласа-де-Исабель II, в районе Сентро. Станция обеспечивает доступ к таким достопримечательностям, как Королевский театр, Плаза де Ориенте и Королевский дворец. Станция названа в честь рядом расположенного оперного театра.

## История
Станция была открыта для 21 октября 1925 года на линии 2. Её первоначальное название было «Исабель II», под площадью, на которой она расположена. Платформы линий 2 и Рамаль расположены на одном уровне, первая имеет длину 60 м, а вторая вначале короче, но позже она была расширена в длину до 60 м.
После провозглашения 14 апреля 1931 года Второй Республики новые власти декретом от 20 апреля утвердили ликвидацию всех конфессий, которые ссылались на монархию. Поэтому 24 июня станция «Исабель II» была переименована в «Опера». В этом году площадь была переименована в «Фермин Галан», после того, как один из лидеров неудавшегося восстания в 1930 году, который пытался свергнуть короля Альфонсо XIII, 5 июня 1937 года станция изменила свое название, чтобы совпасть с площадью.  Однако, после установления диктатуры Франсиско Франко произошло дальнейшее изменение в названиях городских улиц, станций и т. д. Поэтому в 1939 году площадь была вновь переименована в «Исабель II», а станции метро вернули название «Опера».
5 июня 1968 года открылась пересадочная станция на линии 5, расположенная на большей глубине и длиной 90 м.
Станция была частично отремонтирована между 2003 и 2004 годами.
23 марта 2011 года станция вновь открылась после проведения работ по улучшению транспортной доступности. Он имеет новый вестибюль площадью 821 м² (увеличенный с 114 м²) и три лифта, один из вестибюля на улицу и два из вестибюля на разные платформы. Также были установлены несколько эскалаторов. Вход на станцию был перемещен с одной стороны площади на новое место, с двумя лестницами и лифтом.